# Nemoura fulva
Nemoura fulva är en bäcksländeart som först beskrevs av Šámal 1921.  Nemoura fulva ingår i släktet Nemoura och familjen kryssbäcksländor. Inga underarter finns listade i Catalogue of Life.